# The Split
The Split är en brittisk dramaserie vars första säsong hade premiär den 24 april 2018 på BBC One. Serien är skapad av Abi Morgan som även skrivit seriens manus och regisserat ett par avsnitt. Den fjärde och avslutande säsongen har en planerad premiär 2025.

## Handling
Serien kretsar kring Hannah Stern som är en av Londons mest eftertraktade skilsmässoadvokater. När hon väljer att lämna familjefirman för att gå till en rivaliserande byrå, påverkas hennes relationer. Samtidigt dyker Hannahs och hennes systrars pappa oväntat upp efter att ha varit frånvarande i 30 år.

## Rollista (i urval)
- Nicola Walker – Hannah Stern
- Stephen Mangan – Nathan Stern
- Fiona Button – Rose Defoe
- Annabel Scholey – Nina Defoe
- Barry Atsma – Christie Carmichael
- Stephen Tompkinson – Davey McKenzie
- Meera Syal – Goldie McKenzie
- Anthony Head – Oscar Defoe
- Deborah Findlay – Ruth Defoe
- Damien Molony – Tyler Donaghue
- Ian McElhinney – Prof Ronnie
- Lara Pulver – Kate Pencastle
- Rudi Dharmalingam – James Cutler
- Chukwudi Iwuji – Alexander 'Zander' Hale
- Donna Air – Fi Hansen
- Ben Bailey Smith – Richie Hansen
- Kobna Holdbrook-Smith – Glen Peters
- Elizabeth Roberts – Olivia 'Liv' Stern
- Alex Guersman – Gael